# Поляна-Лекеницька
Поляна-Лекеницька (хорв. Poljana Lekenička) — населений пункт у Хорватії, у Сисацько-Мославинській жупанії у складі громади Лекеник.

## Населення
Населення за даними перепису 2011 року становило 283 осіб.
Динаміка чисельності населення поселення:

## Клімат
Середня річна температура становить 10,71 °C, середня максимальна – 25,30 °C, а середня мінімальна – -6,13 °C. Середня річна кількість опадів – 911 мм.
| Клімат поселення                              | Клімат поселення | Клімат поселення | Клімат поселення | Клімат поселення | Клімат поселення | Клімат поселення | Клімат поселення | Клімат поселення | Клімат поселення | Клімат поселення | Клімат поселення | Клімат поселення | Клімат поселення |
| Показник                                      | Січ.             | Лют.             | Бер.             | Квіт.            | Трав.            | Черв.            | Лип.             | Серп.            | Вер.             | Жовт.            | Лист.            | Груд.            |                  |
| Середній максимум, °C                         | 6,94             | 8,70             | 13,24            | 17,44            | 22,14            | 25,30            | 24,20            | 23,48            | 19,79            | 14,69            | 9,16             | 5,23             |                  |
| Середня температура, °C                       | 0,40             | 2,17             | 6,72             | 10,90            | 15,60            | 18,75            | 20,43            | 19,71            | 16,02            | 10,90            | 5,40             | 1,46             |                  |
| Середній мінімум, °C                          | −6,13            | −4,38            | 0,17             | 4,36             | 9,06             | 12,22            | 16,66            | 15,95            | 12,26            | 7,17             | 1,63             | −2,31            |                  |
| Норма опадів, мм                              | 55               | 52               | 62               | 72               | 78               | 92               | 82               | 88               | 85               | 86               | 91               | 68               |                  |
| Середньомісячна швидкість вітру, м/с          | 1.80             | 2.00             | 2.40             | 2.20             | 2.10             | 1.90             | 1.80             | 1.70             | 1.70             | 1.70             | 1.80             | 1.80             |                  |
| Середньомісячна сонячна радіація, кДж/м²·день | 4224             | 6927             | 10577            | 15088            | 19327            | 21324            | 22275            | 19403            | 14330            | 8868             | 4663             | 3411             |                  |
| --------------------------------------------- | ---------------- | ---------------- | ---------------- | ---------------- | ---------------- | ---------------- | ---------------- | ---------------- | ---------------- | ---------------- | ---------------- | ---------------- | ---------------- |
| Джерело:                                      |                  |                  |                  |                  |                  |                  |                  |                  |                  |                  |                  |                  |                  |